# Acatepec (Guerrero)
Acatepec es una localidad del estado mexicano de Guerrero. Es la cabecera del municipio de Acatepec.

## Toponimia
El nombre «Acatepec» proviene de los términos en náhuatl: acatl, carrizo; tepetl, cerro. Su significado es «Cerro de los carrizos».

## Historia
La población fue fundada en 1285 por el pueblo yope o el pueblo tlapaneco. En 1299 la población se incorporó a una confederación tlapaneca.
Durante el siglo XIX y el siglo XX la localidad de Acatepec estuvo integrada al municipio de Zapotitlán Tablas. El 23 de marzo de 1993 fue creado el municipio de Acatepec, con la localidad de Acatepec como cabecera municipal.

## Demografía
| Gráfica de evolución demográfica |
|                                  |

| Censo | Población |
| ----- | --------- |
| 1900  | 428       |
| 1910  | 439       |
| 1921  | 1 365     |
| 1930  | 961       |
| 1940  | 1 110     |
| 1950  | 900       |
| 1960  | 1 625     |
| 1970  | 1 328     |
| 1980  | 728       |
| 1990  | 937       |
| 2000  | 1 270     |
| 2010  | 2 238     |
| 2020  | 2 769     |